# Première circonscription du Morbihan
La première circonscription du Morbihan est l'une des six circonscriptions législatives françaises que compte le département du Morbihan.

## La circonscription de 1958 à 1986

### Description géographique
Dans le découpage électoral de 1958, la première circonscription du Morbihan était composée des cantons suivants :
- Canton d'Allaire
- Canton de Muzillac
- Canton de Questembert
- Canton de La Roche-Bernard
- Canton de Rochefort-en-Terre
- Canton de Sarzeau
- Canton de Vannes-Est
- Canton de Vannes-Ouest.

### Historique des députations
| Législature | Début de mandat | Fin de mandat  | Député            | Parti politique | Observations |
| ----------- | --------------- | -------------- | ----------------- | --------------- | --- |
| Ire         | 9 décembre 1958 | 16 mai 1962    | Raymond Marcellin | CNIP            | Remplacé par Léonce Franco à partir du 16 mai 1962 à la suite de sa nomination au gouvernement. Mandat écourté à la suite d'une dissolution parlementaire décidée par Charles de Gaulle. |
| Ire         | 16 mai 1962     | 9 octobre 1962 | Léonce Franco     | CNIP            | Remplacé par Léonce Franco à partir du 16 mai 1962 à la suite de sa nomination au gouvernement. Mandat écourté à la suite d'une dissolution parlementaire décidée par Charles de Gaulle. |
| IIe         | 6 décembre 1962 | 7 janvier 1963 | Raymond Marcellin | CNIP            | Remplacé par Jean Grimaud à partir du 7 janvier 1963 à la suite de sa nomination au gouvernement.                                                                                        |
| IIe         | 7 janvier 1963  | 2 avril 1967   | Jean Grimaud      | CNIP            | Remplacé par Jean Grimaud à partir du 7 janvier 1963 à la suite de sa nomination au gouvernement.                                                                                        |
| IIIe        | 3 avril 1967    | 8 mai 1967     | Raymond Marcellin | RI              | Remplacé par Jean Grimaud à partir du 8 mai 1967 à la suite de sa nomination au gouvernement. Mandat écourté à la suite d'une dissolution parlementaire décidée par Charles de Gaulle.   |
| IIIe        | 8 mai 1967      | 30 mai 1968    | Jean Grimaud      | RI              | Remplacé par Jean Grimaud à partir du 8 mai 1967 à la suite de sa nomination au gouvernement. Mandat écourté à la suite d'une dissolution parlementaire décidée par Charles de Gaulle.   |
| IVe         | 11 juillet 1968 | 13 août 1968   | Raymond Marcellin | RI              | Remplacé par Jean Grimaud à partir du 13 août 1968 à la suite de sa nomination au gouvernement.                                                                                          |
| IVe         | 13 août 1968    | 1er avril 1973 | Jean Grimaud      | RI              | Remplacé par Jean Grimaud à partir du 13 août 1968 à la suite de sa nomination au gouvernement.                                                                                          |
| Ve          | 2 avril 1973    | 6 mai 1973     | Raymond Marcellin | RI              | Remplacé par Jean Grimaud à partir du 6 mai 1973 à la suite de sa nomination au gouvernement.                                                                                            |
| Ve          | 6 mai 1973      | 2 avril 1978   | Jean Grimaud      | RI              | Remplacé par Jean Grimaud à partir du 6 mai 1973 à la suite de sa nomination au gouvernement.                                                                                            |
| VIe         | 3 avril 1978    | 22 mai 1981    | Paul Chapel       | UDF             | Mandat écourté à la suite d'une dissolution parlementaire décidée par François Mitterrand.                                                                                               |
| VIIe        | 2 juillet 1981  | 1er avril 1986 | Raymond Marcellin | UDF             | |
| VIIIe       | 2 avril 1986    | 14 mai 1988    | Aucun             | Aucun           | Proportionnelle par département, pas de député par circonscription. Mandat écourté à la suite d'une dissolution parlementaire décidée par François Mitterrand.                           |

### Historique des élections

#### Élections de 1958
| Candidat           | Candidat              | Parti          | Premier tour | Premier tour | Second tour | Second tour |  |
| Candidat           | Candidat              | Parti          | Voix         | %            | Voix        | %           |  |
| ------------------ | --------------------- | -------------- | ------------ | ------------ | ----------- | ----------- |  |
|                    | Raymond Marcellin élu | CNIP           | 19 668       | 37,71        | 23 857      | 52,02       |  |
|                    | Raymond Le Duigou     | Modérés        | 12 051       | 23,11        | Retrait     | Retrait     |  |
|                    | Gilles Mabin          | UNR            | 5 874        | 11,26        | 13 512      | 29,46       |  |
|                    | Armand Le Courtois    | Modérés        | 3 704        | 7,1          | Retrait     | Retrait     |  |
|                    | Guy de Lyrot          | Modérés        | 3 398        | 6,52         | 8 492       | 18,52       |  |
|                    | Yves Vaqué            | SFIO           | 3 029        | 5,81         | Retrait     | Retrait     |  |
|                    | Jean Tanguy           | PCF            | 2 257        | 4,33         |             |             |  |
|                    | Jean Le Mouroux       | Radsoc         | 1 616        | 3,1          |             |             |  |
|                    | Maurice Le Hyaric     | Modérés        | 560          | 1,07         |             |             |  |
|                    |                       |                |              |              |             |             |  |
| Inscrits           | Inscrits              | Inscrits       | 64 148       | 100,00       | 63 998      | 100,00      |  |
| Abstentions        | Abstentions           | Abstentions    | 11 415       | 17,79        | 15 977      | 24,96       |  |
| Votants            | Votants               | Votants        | 52 733       | 82,21        | 48 021      | 75,04       |  |
| Blancs et nuls     | Blancs et nuls        | Blancs et nuls | 577          | 1,09         | 2 160       | 4,5         |  |
| Exprimés           | Exprimés              | Exprimés       | 52 156       | 98,91        | 45 861      | 95,5        |  |
| Source : Data.gouv |                       |                |              |              |             |             |  |

Le suppléant de Raymond Marcellin était Léonce Franco, conseiller général du canton de Vannes-Ouest, conseiller municipal de Vannes. Léonce Franco remplaça Raymond Marcellin, nommé membre du gouvernement, du 16 mai 1962 au 9 octobre 1962.

#### Élections de 1962
|                    | Raymond Marcellin sortant réélu | RI             | 38 626 | 85,12  |  |  |  |
|                    | Louis Le Maitre                 | SFIO           | 3 986  | 8,78   |  |  |  |
|                    | Édouard Le Bossenec             | PCF            | 2 765  | 6,09   |  |  |  |
|                    |                                 |                |        |        |  |  |  |
| Inscrits           | Inscrits                        | Inscrits       | 63 735 | 100,00 |  |  |  |
| Abstentions        | Abstentions                     | Abstentions    | 17 186 | 26,96  |  |  |  |
| Votants            | Votants                         | Votants        | 46 549 | 73,04  |  |  |  |
| Blancs et nuls     | Blancs et nuls                  | Blancs et nuls | 1 172  | 2,52   |  |  |  |
| Exprimés           | Exprimés                        | Exprimés       | 45 377 | 97,48  |  |  |  |
| Source : Data.gouv |                                 |                |        |        |  |  |  |

Le suppléant de Raymond Marcellin était Jean Grimaud. Jean Grimaud remplaça Raymond Marcellin, nommé membre du gouvernement, du 7 janvier 1963 au 2 avril 1967.

#### Élections de 1967
|                    | Raymond Marcellin sortant réélu | RI             | 39 466 | 73,11  |  |  |  |
|                    | Joseph Dumas                    | CD (PDM)       | 5 095  | 9,44   |  |  |  |
|                    | Jean Tanguy                     | PCF            | 5 003  | 9,27   |  |  |  |
|                    | Eugène Quéverdo                 | PSU            | 4 414  | 8,18   |  |  |  |
|                    |                                 |                |        |        |  |  |  |
| Inscrits           | Inscrits                        | Inscrits       | 63 328 | 100,00 |  |  |  |
| Abstentions        | Abstentions                     | Abstentions    | 8 629  | 13,63  |  |  |  |
| Votants            | Votants                         | Votants        | 54 699 | 86,37  |  |  |  |
| Blancs et nuls     | Blancs et nuls                  | Blancs et nuls | 721    | 1,32   |  |  |  |
| Exprimés           | Exprimés                        | Exprimés       | 53 978 | 98,68  |  |  |  |
| Source : Data.gouv |                                 |                |        |        |  |  |  |

Le suppléant de Raymond Marcellin était Jean Grimaud, maire de Questembert. Jean Grimaud remplaça Raymond Marcellin, nommé membre du gouvernement, du 8 mai 1967 au 30 mai 1968.

#### Élections de 1968
|                    | Raymond Marcellin sortant réélu | RI (URP)       | 43 095 | 81,53  |  |  |  |
|                    | Pierre Bernard                  | FGDS (SFIO)    | 3 653  | 6,91   |  |  |  |
|                    | Jean Tanguy                     | PCF            | 3 447  | 6,52   |  |  |  |
|                    | Corentin Hily                   | PSU            | 2 664  | 5,04   |  |  |  |
|                    |                                 |                |        |        |  |  |  |
| Inscrits           | Inscrits                        | Inscrits       | 65 414 | 100,00 |  |  |  |
| Abstentions        | Abstentions                     | Abstentions    | 11 672 | 17,84  |  |  |  |
| Votants            | Votants                         | Votants        | 53 742 | 82,16  |  |  |  |
| Blancs et nuls     | Blancs et nuls                  | Blancs et nuls | 883    | 1,64   |  |  |  |
| Exprimés           | Exprimés                        | Exprimés       | 52 859 | 98,36  |  |  |  |
| Source : Data.gouv |                                 |                |        |        |  |  |  |

Le suppléant de Raymond Marcellin était Jean Grimaud. Jean Grimaud remplaça Raymond Marcellin, nommé membre du gouvernement, du 13 août 1968 au 1er avril 1973.

#### Élections de 1973
|                    | Raymond Marcellin élu | RI (URP)       | 37 890 | 65,45  |  |  |  |
|                    | Philippe Meyer        | PS (UGSD)      | 7 458  | 12,88  |  |  |  |
|                    | Bernard Waquet        | Rad (MR)       | 5 183  | 8,95   |  |  |  |
|                    | René Boute            | PCF            | 3 642  | 6,29   |  |  |  |
|                    | Eugène Queverdo       | PSU            | 2 260  | 3,90   |  |  |  |
|                    | Robert Derrien        | SAV            | 1 452  | 2,50   |  |  |  |
|                    |                       |                |        |        |  |  |  |
| Inscrits           | Inscrits              | Inscrits       | 70 811 | 100,00 |  |  |  |
| Abstentions        | Abstentions           | Abstentions    | 12 073 | 17,05  |  |  |  |
| Votants            | Votants               | Votants        | 58 738 | 82,95  |  |  |  |
| Blancs et nuls     | Blancs et nuls        | Blancs et nuls | 853    | 1,45   |  |  |  |
| Exprimés           | Exprimés              | Exprimés       | 57 885 | 98,55  |  |  |  |
| Source : Data.gouv |                       |                |        |        |  |  |  |

Le suppléant de Raymond Marcellin était Jean Grimaud. Jean Grimaud remplaça Raymond Marcellin, nommé membre du gouvernement, du 6 mai 1973 au 2 avril 1978.
Raymond Marcellin est élu sénateur le 22 septembre 1974.

#### Élections de 1978
| Candidat       | Candidat         | Parti                      | Premier tour | Premier tour | Second tour | Second tour |  |
| Candidat       | Candidat         | Parti                      | Voix         | %            | Voix        | %           |  |
| -------------- | ---------------- | -------------------------- | ------------ | ------------ | ----------- | ----------- |  |
|                | Paul Chapel élu  | UDF (PR)                   | 25 890       | 37,90        | 44 397      | 65,05       |  |
|                | Michel Olivier   | PS                         | 17 649       | 25,83        | 23 853      | 34,95       |  |
|                | Georges Cadoret  | RPR                        | 10 457       | 15,30        | Retrait     | Retrait     |  |
|                | Raymond Pinson   | Divers droite (Maj. prés.) | 7 580        | 11,09        |             |             |  |
|                | Pierre Joubin    | PCF                        | 4 209        | 6,16         |             |             |  |
|                | Catherine Hamond | LO                         | 2 533        | 3,71         |             |             |  |
|                |                  |                            |              |              |             |             |  |
| Inscrits       | Inscrits         | Inscrits                   | 83 520       | 100,00       | 82 490      | 100,00      |  |
| Abstentions    | Abstentions      | Abstentions                | 13 887       | 16,63        | 13 196      | 16          |  |
| Votants        | Votants          | Votants                    | 69 633       | 83,37        | 69 294      | 84          |  |
| Blancs et nuls | Blancs et nuls   | Blancs et nuls             | 1 315        | 1,89         | 1 044       | 1,51        |  |
| Exprimés       | Exprimés         | Exprimés                   | 68 318       | 98,11        | 68 250      | 98,49       |  |

Le suppléant de Paul Chapel était Joseph Briend, cultivateur, conseiller général du canton de Questembert, maire de Pleucadeuc.

#### Élections de 1981
|                | Raymond Marcellin élu | UDF (PR)       | 37 240 | 59,11  |  |  |  |
|                | Henri Le Rohellec     | diss. PS       | 19 425 | 30,83  |  |  |  |
|                | René Lenormand        | PS             | 3 703  | 5,88   |  |  |  |
|                | Pierre Joubin         | PCF            | 1 785  | 2,83   |  |  |  |
|                | Bernard Guérin        | UDB            | 844    | 1,34   |  |  |  |
|                | Bernard Garnier       | CCA            | 4      | 0      |  |  |  |
|                |                       |                |        |        |  |  |  |
| Inscrits       | Inscrits              | Inscrits       | 87 142 | 100,00 |  |  |  |
| Abstentions    | Abstentions           | Abstentions    | 23 530 | 27     |  |  |  |
| Votants        | Votants               | Votants        | 63 612 | 73     |  |  |  |
| Blancs et nuls | Blancs et nuls        | Blancs et nuls | 611    | 0,96   |  |  |  |
| Exprimés       | Exprimés              | Exprimés       | 63 001 | 99,04  |  |  |  |

Le suppléant de Raymond Marcellin était Joseph Briend.

## La circonscription de 1986 à 2010

### Description géographique et démographique
Dans le découpage électoral de la loi n°86-1197 du 24 novembre 1986, la circonscription regroupe les cantons suivants :
- Canton de Muzillac
- Canton de La Roche-Bernard
- Canton de Sarzeau
- Canton de Vannes-Centre
- Canton de Vannes-Est
- Canton de Vannes-Ouest.

D'après le recensement général de la population en 1999, réalisé par l'Institut national de la statistique et des études économiques (INSEE), la population totale de cette circonscription est estimée à 125052 habitants,.

### Historique des députations
| Législature | Début de mandat | Fin de mandat  | Député             | Parti politique | Observations                                                                                    |
| ----------- | --------------- | -------------- | ------------------ | --------------- | ----------------------------------------------------------------------------------------------- |
| IXe         | 23 juin 1988    | 1er avril 1993 | Raymond Marcellin  | UDF             |                                                                                                 |
| Xe          | 2 avril 1993    | 21 avril 1997  | Raymond Marcellin, | UDF,            | Mandat écourté à la suite d'une dissolution parlementaire décidée par Jacques Chirac.           |
| XIe         | 12 juin 1997    | 18 juin 2002   | François Goulard,  | DL,             |                                                                                                 |
| XIIe        | 19 juin 2002    | 1er mai 2004   | François Goulard,  | UMP,            | Remplacé par Josiane Boyce à partir du 1er mai 2004 à la suite de sa nomination au gouvernement |
| XIIe        | 1er mai 2004    | 19 juin 2007   | Josiane Boyce,     | UMP,            | Remplacé par Josiane Boyce à partir du 1er mai 2004 à la suite de sa nomination au gouvernement |
| XIIIe       | 20 juin 2007    | 19 juin 2012   | François Goulard   | UMP             |                                                                                                 |

### Historique des élections

#### Élections de 1988
|                | Raymond Marcellin sortant réélu | UDF (PR) (URC) | 26 917 | 58,01  |  |  |  |
|                | Michel Olivier                  | PS             | 14 568 | 31,4   |  |  |  |
|                | Patrick Magnien                 | FN             | 3 322  | 7,16   |  |  |  |
|                | Pierre Joubin                   | PCF            | 1 590  | 3,43   |  |  |  |
|                |                                 |                |        |        |  |  |  |
| Inscrits       | Inscrits                        | Inscrits       | 71 986 | 100,00 |  |  |  |
| Abstentions    | Abstentions                     | Abstentions    | 22 983 | 31,93  |  |  |  |
| Votants        | Votants                         | Votants        | 49 003 | 68,07  |  |  |  |
| Blancs et nuls | Blancs et nuls                  | Blancs et nuls | 2 606  | 5,32   |  |  |  |
| Exprimés       | Exprimés                        | Exprimés       | 46 397 | 94,68  |  |  |  |

Le suppléant de Raymond Marcellin était Pierre Pavec, conseiller général du canton de Vannes-Ouest, maire de Vannes.

#### Élections de 1993
| Candidat       | Candidat                        | Parti          | Premier tour | Premier tour | Second tour | Second tour |  |
| Candidat       | Candidat                        | Parti          | Voix         | %            | Voix        | %           |  |
| -------------- | ------------------------------- | -------------- | ------------ | ------------ | ----------- | ----------- |  |
|                | Raymond Marcellin sortant réélu | UDF (PR)       | 26 817       | 49,92        | 30 601      | 64,06       |  |
|                | Alain Le Fur                    | PS (ADFP)      | 9 183        | 17,09        | 17 171      | 35,94       |  |
|                | Bruno Petit                     | FN             | 6 330        | 11,78        |             |             |  |
|                | Jean-Pierre Mousset             | Les Verts (EÉ) | 6 052        | 11,26        |             |             |  |
|                | Pierre Joubin                   | PCF            | 1 976        | 3,68         |             |             |  |
|                | Hubert Yvon                     | MDD            | 1 975        | 3,68         |             |             |  |
|                | Monique Villard                 | LT-LNÉ         | 1 391        | 2,59         |             |             |  |
|                |                                 |                |              |              |             |             |  |
| Inscrits       | Inscrits                        | Inscrits       | 77 927       | 100,00       | 77 912      | 100,00      |  |
| Abstentions    | Abstentions                     | Abstentions    | 21 361       | 27,41        | 26 823      | 34,43       |  |
| Votants        | Votants                         | Votants        | 56 566       | 72,59        | 51 089      | 65,57       |  |
| Blancs et nuls | Blancs et nuls                  | Blancs et nuls | 2 842        | 5,02         | 3 317       | 6,49        |  |
| Exprimés       | Exprimés                        | Exprimés       | 53 724       | 94,98        | 47 772      | 93,51       |  |

Le suppléant de Raymond Marcellin était Pierre Pavec.

#### Élections de 1997
| Candidat       | Candidat               | Parti          | Premier tour | Premier tour | Second tour | Second tour |  |
| Candidat       | Candidat               | Parti          | Voix         | %            | Voix        | %           |  |
| -------------- | ---------------------- | -------------- | ------------ | ------------ | ----------- | ----------- |  |
|                | Micheline Rakotonirina | PS             | 14 381       | 26,04        | 25 318      | 44,96       |  |
|                | François Goulard élu   | UDF (PR)       | 14 200       | 25,71        | 30 998      | 55,04       |  |
|                | Pierre Pavec           | diss. UDF      | 11 866       | 21,49        | Retrait     | Retrait     |  |
|                | Bruno Petit            | FN             | 6 219        | 11,26        |             |             |  |
|                | Pierre Joubin          | PCF            | 2 752        | 4,98         |             |             |  |
|                | André Guillais         | Les Verts      | 1 935        | 3,5          |             |             |  |
|                | Claude Landa           | GÉ             | 1 517        | 2,75         |             |             |  |
|                | Yannig Baron           | UDB            | 1 203        | 2,18         |             |             |  |
|                | Claire Ségala          | US4J           | 905          | 1,64         |             |             |  |
|                | Noëlle Le Goff         | PLN            | 195          | 0,35         |             |             |  |
|                | Jacques Sautet         | Divers droite  | 50           | 0,09         |             |             |  |
|                |                        |                |              |              |             |             |  |
| Inscrits       | Inscrits               | Inscrits       | 82 160       | 100,00       | 82 138      | 100,00      |  |
| Abstentions    | Abstentions            | Abstentions    | 24 551       | 29,88        | 23 092      | 28,11       |  |
| Votants        | Votants                | Votants        | 57 609       | 70,12        | 59 046      | 71,89       |  |
| Blancs et nuls | Blancs et nuls         | Blancs et nuls | 2 386        | 4,14         | 2 730       | 4,62        |  |
| Exprimés       | Exprimés               | Exprimés       | 55 223       | 95,86        | 56 316      | 95,38       |  |

Le suppléant de François Goulard était Joseph Oillic, conseiller général RPR du canton de Vannes-Est, maire de Theix, agriculteur.

#### Élections de 2002
| Candidat       | Candidat                       | Parti            | Premier tour | Premier tour | Second tour | Second tour |  |
| Candidat       | Candidat                       | Parti            | Voix         | %            | Voix        | %           |  |
| -------------- | ------------------------------ | ---------------- | ------------ | ------------ | ----------- | ----------- |  |
|                | François Goulard sortant réélu | UMP              | 30 773       | 48,77        | 34 002      | 58,07       |  |
|                | Hervé Pellois                  | PS               | 19 992       | 31,69        | 24 555      | 41,93       |  |
|                | Bruno Petit                    | FN               | 4 689        | 7,43         |             |             |  |
|                | Anne Camus                     | Les Verts        | 2 334        | 3,7          |             |             |  |
|                | Jacques Baden                  | PCF              | 1 101        | 1,74         |             |             |  |
|                | Jean-Jacques Page              | UDB              | 1 066        | 1,69         |             |             |  |
|                | François Caharel               | LCR              | 804          | 1,27         |             |             |  |
|                | Marie-Armelle Monod-Broca      | MPF              | 685          | 1,09         |             |             |  |
|                | Grégoire Pinson                | Pôle républicain | 612          | 0,97         |             |             |  |
|                | Jean-Pierre Chenut             | LO               | 602          | 0,95         |             |             |  |
|                | Daniel Chevalier               | MNR              | 438          | 0,69         |             |             |  |
|                |                                |                  |              |              |             |             |  |
| Inscrits       | Inscrits                       | Inscrits         | 93 416       | 100,00       | 93 398      | 100,00      |  |
| Abstentions    | Abstentions                    | Abstentions      | 29 421       | 31,49        | 33 438      | 35,8        |  |
| Votants        | Votants                        | Votants          | 63 995       | 68,51        | 59 960      | 64,2        |  |
| Blancs et nuls | Blancs et nuls                 | Blancs et nuls   | 899          | 1,4          | 1 403       | 2,34        |  |
| Exprimés       | Exprimés                       | Exprimés         | 63 096       | 98,6         | 58 557      | 97,66       |  |

La suppléante de François Goulard était Josiane Boyce, maire du Hézo, gestionnaire d'entreprise. Josiane Boyce remplaça François Goulard, nommé membre du gouvernement, du 1er mai 2004 au 19 juin 2007.

#### Élections de 2007
| Candidat       | Candidat                       | Parti          | Premier tour | Premier tour | Second tour | Second tour |  |
| Candidat       | Candidat                       | Parti          | Voix         | %            | Voix        | %           |  |
| -------------- | ------------------------------ | -------------- | ------------ | ------------ | ----------- | ----------- |  |
|                | François Goulard sortant réélu | UMP            | 30 856       | 46,46        | 34 174      | 52,9        |  |
|                | Hervé Pellois                  | PS             | 21 235       | 31,97        | 30 429      | 47,1        |  |
|                | Christian Le Moigne            | Les Verts      | 2 583        | 3,89         |             |             |  |
|                | Christine Ravaux               | FN             | 2 152        | 3,24         |             |             |  |
|                | Yves Mével                     | Divers centre  | 1 859        | 2,8          |             |             |  |
|                | Gabriel Guilloux               | diss. UMP      | 1 530        | 2,3          |             |             |  |
|                | Pascal Trochet                 | LCR            | 1 313        | 1,98         |             |             |  |
|                | Odile Choppin                  | MPF            | 1 295        | 1,95         |             |             |  |
|                | Jean-Jacques Page              | UDB            | 1 000        | 1,51         |             |             |  |
|                | Colette Bocher                 | PCF            | 824          | 1,24         |             |             |  |
|                | Emmanuel Descamp               | Divers         | 741          | 1,12         |             |             |  |
|                | Martine Leseur                 | SÉGA           | 600          | 0,9          |             |             |  |
|                | Josette Grimaud                | LO             | 426          | 0,64         |             |             |  |
|                |                                |                |              |              |             |             |  |
| Inscrits       | Inscrits                       | Inscrits       | 104 525      | 100,00       | 104 521     | 100,00      |  |
| Abstentions    | Abstentions                    | Abstentions    | 36 821       | 35,23        | 38 341      | 36,68       |  |
| Votants        | Votants                        | Votants        | 67 704       | 64,77        | 66 180      | 63,32       |  |
| Blancs et nuls | Blancs et nuls                 | Blancs et nuls | 1 290        | 1,91         | 1 577       | 2,38        |  |
| Exprimés       | Exprimés                       | Exprimés       | 66 414       | 98,09        | 64 603      | 97,62       |  |

## La circonscription depuis 2010

### Description géographique
À la suite du redécoupage des circonscriptions législatives françaises de 2010, induit par l'ordonnance n° 2009-935 du 29 juillet 2009, ratifiée par le Parlement français le 21 janvier 2010, la première circonscription du Morbihan regroupe les divisions administratives suivantes :
- Canton de Muzillac
- Canton de Sarzeau
- Canton de Vannes-Centre
- Canton de Vannes-Est
- Canton de Vannes-Ouest.

### Historique des députations
| Législature | Début de mandat | Fin de mandat | Député          | Parti politique | Observations                                                                           |
| ----------- | --------------- | ------------- | --------------- | --------------- | -------------------------------------------------------------------------------------- |
| XIVe        | 20 juin 2012    | 20 juin 2017  | Hervé Pellois   | DVG, app. SRC   | Maire de Saint-Avé                                                                     |
| XVe         | 21 juin 2017    | 21 juin 2022  | Hervé Pellois   | LREM            |                                                                                        |
| XVIe        | 22 juin 2022    | 9 juin 2024   | Anne Le Hénanff | HOR             | Mandat écourté à la suite d'une dissolution parlementaire décidée par Emmanuel Macron. |

### Historique des élections

#### Élections législatives de 2012
| Candidat       | Candidat                 | Parti             | Premier tour | Premier tour | Second tour | Second tour |  |
| Candidat       | Candidat                 | Parti             | Voix         | %            | Voix        | %           |  |
| -------------- | ------------------------ | ----------------- | ------------ | ------------ | ----------- | ----------- |  |
|                | François Goulard sortant | RS (UMP)          | 20 260       | 32,63        | 29 679      | 47,55       |  |
|                | Hervé Pellois élu        | diss. PS          | 16 358       | 26,34        | 32 733      | 52,45       |  |
|                | Claude Jahier            | PS                | 10 316       | 16,61        |             |             |  |
|                | Bruno Petit              | RBM (FN)          | 5 278        | 8,50         |             |             |  |
|                | Gilles Dufeigneux        | AC (NC)           | 2 979        | 4,80         |             |             |  |
|                | Akim Khounchef           | EÉLV              | 1 681        | 2,71         |             |             |  |
|                | Annick Monot             | FG (GU) (PCF)     | 1 567        | 2,52         |             |             |  |
|                | Odile Monnet             | CpF (MoDem) (PRV) | 1 313        | 2,11         |             |             |  |
|                | Vincent Salette          | CNIP              | 1 183        | 1,91         |             |             |  |
|                | François Le Gal          | EAB ,             | 561          | 0,90         |             |             |  |
|                | Olivier Héraud           | AÉI               | 266          | 0,43         |             |             |  |
|                | Basile Poquillon         | Pirate            | 205          | 0,33         |             |             |  |
|                | Patrice Crunil           | LO                | 131          | 0,21         |             |             |  |
|                |                          |                   |              |              |             |             |  |
| Inscrits       | Inscrits                 | Inscrits          | 98 889       | 100,00       | 98 874      | 100,00      |  |
| Abstentions    | Abstentions              | Abstentions       | 36 147       | 36,55        | 35 053      | 35,45       |  |
| Votants        | Votants                  | Votants           | 62 742       | 63,45        | 63 821      | 64,55       |  |
| Blancs et nuls | Blancs et nuls           | Blancs et nuls    | 644          | 1,03         | 1 409       | 2,21        |  |
| Exprimés       | Exprimés                 | Exprimés          | 62 098       | 98,97        | 62 412      | 97,79       |  |

#### Élections législatives de 2017
Les élections législatives françaises de 2017 ont eu lieu les dimanches 11 et 18 juin 2017.
|                                                                          |                                                                               |                           |                           |                          |                          |
|                                                                          |                                                                               | Premier tour 11 juin 2017 | Premier tour 11 juin 2017 | Second tour 18 juin 2017 | Second tour 18 juin 2017 |
|                                                                          |                                                                               |                           |                           |                          |                          |
|                                                                          |                                                                               | Nombre                    | % des inscrits            | Nombre                   | % des inscrits           |
| Inscrits                                                                 | Inscrits                                                                      | 105 394                   | 100,00                    | 105 388                  | 100,00                   |
| Abstentions                                                              | Abstentions                                                                   | 45 975                    | 43,62                     | 56 145                   | 53,27                    |
| Votants                                                                  | Votants                                                                       | 59 419                    | 56,38                     | 49 243                   | 46,73                    |
|                                                                          |                                                                               |                           | % des votants             |                          | % des votants            |
| Bulletins blancs                                                         | Bulletins blancs                                                              | 783                       | 1,32                      | 2 867                    | 5,82                     |
| Bulletins nuls                                                           | Bulletins nuls                                                                | 262                       | 0,44                      | 977                      | 1,98                     |
| Suffrages exprimés                                                       | Suffrages exprimés                                                            | 58 374                    | 98,24                     | 45 399                   | 92,19                    |
|                                                                          |                                                                               |                           |                           |                          |                          |
| Candidat Étiquette politique (partis et alliances)                       | Candidat Étiquette politique (partis et alliances)                            | Voix                      | % des exprimés            | Voix                     | % des exprimés           |
|                                                                          |                                                                               |                           |                           |                          |                          |
|                                                                          | Hervé Pellois (député sortant) La République en marche                        | 25 916                    | 44,40                     | 29 243                   | 64,41                    |
|                                                                          | Christine Penhouet Les Républicains                                           | 9 746                     | 16,70                     | 16 156                   | 35,59                    |
|                                                                          | Céline Meneses La France insoumise                                            | 5 237                     | 8,97                      |                          |                          |
|                                                                          | Bertrand Iragne Front national                                                | 4 105                     | 7,03                      |                          |                          |
|                                                                          | Hortense Le Pape Divers droite (Alliance centriste)                           | 3 751                     | 6,43                      |                          |                          |
|                                                                          | Pascal Baudont Europe Écologie Les Verts                                      | 2 863                     | 4,90                      |                          |                          |
|                                                                          | Odile Monnet Union des démocrates et indépendants                             | 1 968                     | 3,37                      |                          |                          |
|                                                                          | Jean-François Hervieu Debout la France                                        | 923                       | 1,58                      |                          |                          |
|                                                                          | Anita Kervadec Parti communiste français                                      | 776                       | 1,33                      |                          |                          |
|                                                                          | Cédric de Lagarde Divers droite (Parti chrétien-démocrate)                    | 577                       | 0,99                      |                          |                          |
|                                                                          | David Vigent Divers (Parti animaliste)                                        | 576                       | 0,99                      |                          |                          |
|                                                                          | Laurence Dumas Régionaliste (Oui la Bretagne - Union démocratique bretonne)   | 567                       | 0,97                      |                          |                          |
|                                                                          | Jean-Jacques Page Régionaliste (Mouvement 100 % - Parti fédéraliste européen) | 400                       | 0,69                      |                          |                          |
|                                                                          | Claudine Duval Divers (Union populaire républicaine)                          | 369                       | 0,63                      |                          |                          |
|                                                                          | Laurent Louis Extrême droite (Parti de la France)                             | 360                       | 0,62                      |                          |                          |
|                                                                          | Patrice Crunil Lutte ouvrière                                                 | 240                       | 0,41                      |                          |                          |
| Source : Ministère de l'Intérieur - Première circonscription du Morbihan |                                                                               |                           |                           |                          |                          |

#### Élections de 2022
| Résultats des élections législatives des 12 et 19 juin 2022 de la 1re circonscription du Morbihan |                          |                                            |              |              |             |             |
| Candidat                                                                                          | Candidat                 | Parti et coalition                         | Premier tour | Premier tour | Second tour | Second tour |
| Candidat                                                                                          | Candidat                 | Parti et coalition                         | Voix         | %            | Voix        | %           |
|                                                                                                   | Anne Le Hénanff          | H (ENS)                                    | 21 004       | 34,05        | 34 382      | 59,25       |
|                                                                                                   | Luc Foucault             | PS (NUPES)                                 | 15 432       | 25,01        | 23 648      | 40,75       |
|                                                                                                   | Lydia Le Barz            | RN                                         | 7 145        | 11,58        |             |             |
|                                                                                                   | François Ars             | LR (UDC)                                   | 5 009        | 8,12         |             |             |
|                                                                                                   | François Mousset,        | DVD                                        | 3 914        | 6,34         |             |             |
|                                                                                                   | Franck Chevrel           | REC                                        | 2 954        | 4,79         |             |             |
|                                                                                                   | Yann Le Baraillec        | DVG (Fédération de la gauche républicaine) | 2 050        | 3,32         |             |             |
|                                                                                                   | Jean-Jacques Page        | PB                                         | 860          | 1,39         |             |             |
|                                                                                                   | David Cabas              | DLF (UPF)                                  | 779          | 1,26         |             |             |
|                                                                                                   | Magali Croci-Étienne     | PA                                         | 751          | 1,22         |             |             |
|                                                                                                   | Françoise Ramel          | UDB                                        | 655          | 1,06         |             |             |
|                                                                                                   | Bertrand Deléon          | DVD                                        | 436          | 0,71         |             |             |
|                                                                                                   | Paul Robel               | POID                                       | 396          | 0,64         |             |             |
|                                                                                                   | Marc Peschanski          | LO                                         | 307          | 0,50         |             |             |
| Votes valides                                                                                     | Votes valides            | Votes valides                              | 61 692       | 98,34        | 58 030      | 93,81       |
| Votes blancs                                                                                      | Votes blancs             | Votes blancs                               | 788          | 1,26         | 2 780       | 4,49        |
| Votes nuls                                                                                        | Votes nuls               | Votes nuls                                 | 254          | 0,40         | 1 052       | 1,70        |
| Total                                                                                             | Total                    | Total                                      | 62 734       | 100          | 61 862      | 100         |
| Abstention                                                                                        | Abstention               | Abstention                                 | 52 116       | 45,38        | 52 995      | 46,14       |
| Inscrits / participation                                                                          | Inscrits / participation | Inscrits / participation                   | 114 850      | 54,62        | 114 857     | 53,86       |

#### Élections de 2024
| Candidat                 | Candidat                 | Parti et coalition       | Nuance                   | Premier tour | Premier tour | Second tour | Second tour |
| Candidat                 | Candidat                 | Parti et coalition       | Nuance                   | Voix         | %            | Voix        | %           |
| ------------------------ | ------------------------ | ------------------------ | ------------------------ | ------------ | ------------ | ----------- | ----------- |
|                          | Anne Le Hénanff          | HOR (ENS)                | ENS                      | 35 627       | 42,13        | 57 609      | 71,65       |
|                          | Anne Gallo               | PS (NFP)                 | UG                       | 23 884       | 28,24        | désistement | désistement |
|                          | Joseph Martin            | RN                       | RN                       | 21 454       | 25,37        | 22 792      | 28,35       |
|                          | Yann Le Baraillec        |                          | DVG                      | 1 898        | 2,24         |             |             |
|                          | Ronan Le Sant            | PB (PU)                  | REG                      | 1 084        | 1,28         |             |             |
|                          | Marc Peschanski          | LO                       | EXG                      | 432          | 0,51         |             |             |
|                          | Alice Vasseur            | DNM                      | DIV                      | 182          | 0,22         |             |             |
|                          |                          |                          |                          |              |              |             |             |
| Votes valides            | Votes valides            | Votes valides            | Votes valides            | 84 561       | 98,07        | 80 401      | 94,82       |
| Votes blancs             | Votes blancs             | Votes blancs             | Votes blancs             | 1 258        | 1,46         | 3 387       | 3,99        |
| Votes nuls               | Votes nuls               | Votes nuls               | Votes nuls               | 409          | 0,47         | 1 007       | 1,19        |
| Total                    | Total                    | Total                    | Total                    | 86 228       | 100          | 115 599     | 100         |
| Abstention               | Abstention               | Abstention               | Abstention               | 29 345       | 25,39        | 30 804      | 26,65       |
| Inscrits / participation | Inscrits / participation | Inscrits / participation | Inscrits / participation | 115 573      | 74,61        | 84 795      | 73,35       |